# ジュラ・キシュ
ジュラ・キシュ（Gyula kiss、1944年6月11日 -）は、ハンガリーを代表する世界的ピアニスト。1944年ハンガリーブダペスト出身。ハンガリー政府より、フランツ・リスト賞を授与されている。
リスト音楽院卒業。

## 来歴
- 1944年：ブダペストに生まれる。
- 1950年：プロのピアニストとして活動を開始する。
- 1966年：リスト・バルトークインターナショナルコンペティションに入賞し脚光を浴びる。
- 1967年：CISM国際ピアノコンクールにてグランプリ。
- 1967年：国際ヤングピアニストフェデレイションの招待演奏を行い大成功を収める。
- 1973年：ハンガリー国立交響楽団のソリストとして、カナダ、アメリカ、（カーネギーホールのリサイタルを含む）で演奏を行う。
- 1995年：バルトーク集のCDをリリースして好評を得る。

リスト音楽院在学中はカドシャ・パール、イタリア給費留学時代の師はニキタ・マガロフに師事していた。現在、Leo Weiner Conservatory of MusicとWest Hungarian University主任教授、ハンガリー国立リスト音楽院でも教鞭をとっている。

## ディスコグラフィ

### アルバム
- バルトーク: Œuvres pour piano (1970年、Hungaroton) OCLC 34964230
- ベートーヴェン-リスト: Symphonies nos 5 et 7 transcrites pour piano (1991/1993年、Hungaroton) OCLC 51311759
- リスト, Concerto pour piano no 1 ; Totentanz - ハンガリー国立フィルハーモニー管弦楽団、指揮：ヤーノシュ・フェレンチク (1976年、Hungaroton) OCLC 51530443
- モーツァルト: Quatuors avec piano - Trio Tatrai : Vilmos Tátrai, violon ; György Konrád, alto ; Ede Banda, violoncelle ; Gyula Kiss, piano (Hungaroton) OCLC 931128615
- ヨーゼフ・ソプローニ: Sonate pour violon no 1 - Eszter Perényi, violon ; Gyula Kiss, piano (1999年、Hungaroton) OCLC 49372245